# Zelotes paranaensis
Zelotes paranaensis är en spindelart som beskrevs av Cândido Firmino de Mello-Leitão 1947. 
Zelotes paranaensis ingår i släktet Zelotes och familjen plattbuksspindlar. Inga underarter finns listade i Catalogue of Life.